# Anolis roatanensis
Anolis roatanensis (роатанський аноліс) — вид ігуаноподібних ящірок родини анолісових (Dactyloidae). Ендемік Гондурасу.

## Поширення і екологія
Роатанські аноліси є ендеміками острова Роатан, розташованого в групі островів Іслас-де-ла-Байя в Карибському морі. Вони живуть у вологих тропічних лісах.

## Збереження
МСОП класифікує цей вид як такий, що перебуває під загрозою зникнення. Anolis roatanensis загрожує знищення природного середовища та, можливо, хижацтво з боку інтродукованих ссавців.